# Partido Socialista do Brasil
Partido Socialista do Brasil foi uma sigla partidária brasileira que disputou, sob registro provisório, as eleições municipais de 1992, sendo extinta logo em seguida.
Foi dirigida pelo advogado Boris Nicolaievski, e tentava reaglutinar os filiados do extinto Partido Socialista que funcionou no período 1985–1989.
Na eleição de 1992, lançou 11 candidatos a vereador na cidade do Rio de Janeiro, não conseguindo eleger nenhum. Inicialmente, o PS do B coligou-se com o PRP, apoiando a candidatura de Regina Gordilho, porém, durante a campanha, a maioria dos postulantes à Câmara Municipal decidiu apoiar Cidinha Campos, do PDT.
Utilizou o número 73.